# 특이점 (해석학)
해석학에서 특이점(特異點, 영어: singularity, singular point)이라는 용어는 복소해석학과 실해석학의 두 영역에서 각각 다른 의미로 사용된다. 포괄적으로 보면 이것은 일종의 함수의 정의역에 포함되는 점으로서, 특정한 수학적 성질을 갖는 어떤 점을 지칭하는 용어이다. 다음과 같은 두 가지 의미로 분류할 수 있다:
- 복소해석학에서, 복소 함수 {\displaystyle f}가 어떤 점 {\displaystyle a}에서 해석적이지 못할 때 점{\displaystyle a}를 {\displaystyle f}의 특이점이라고 한다.
- 실해석학에서, 실수 함수 {\displaystyle f}에 대해, 특이점은 주로 그 함수가 갖는 불연속인 점이라는 의미로 쓰인다.

## 복소해석학에서의 특이점
복소해석학에서 특이점은 복소함수의 성질을 규명하는 데 매우 중요한 역할을 한다. 점{\displaystyle a\,}가 복소함수 {\displaystyle f\,}의 특이점이고, {\displaystyle f\,}가 {\displaystyle a\,}를 제외한 {\displaystyle f\,}의 한 근방(neighborhood)에서 해석적이면 점{\displaystyle a\,}를 특별히 함수 {\displaystyle f\,}의 고립특이점(isolated singularity)이라고 한다. 예를 들어 {\displaystyle f(z)={\frac {1}{z}}\,}는 {\displaystyle z=0\,}에서 해석적이 아니지만(정의되지 않음), 그 외의 모든 점에서 해석적이므로 {\displaystyle z=0\,}는 {\displaystyle f\,}의 고립 특이점이다.
고립 특이점은 그 근방에서 함수의 특성에 따라 다시
- 제거 가능 특이점(영어: removable singularity)
- 극점(영어: pole)
- 본질적 특이점(영어: essential singularity)

으로 구분된다.

### 극한을 이용한 특이점의 구분
점{\displaystyle a}가 함수 {\displaystyle f}의 고립 특이점이라고 하자.
- 만약 {\displaystyle \lim _{z\to a}(z-a)f(z)=0\,}이면, {\displaystyle a}는 {\displaystyle f}의 제거가능 특이점이다.
- {\displaystyle \lim _{z\to a}|f(z)|=\infty \,}이면, {\displaystyle a\,}는 {\displaystyle f\,}의 극점이다.
- {\displaystyle \lim _{z\to a}f(z)}가 존재하지 않으면, {\displaystyle a}는 {\displaystyle f}의 본질적 특이점이다.

### 로랑 급수를 이용한 특이점의 구분
점 {\displaystyle a}가 함수 {\displaystyle f}의 고립 특이점이라고 하자. 그렇다면  {\displaystyle f}는 {\displaystyle a\,}를 제외한  {\displaystyle a} 근방에서 로랑 급수
{\displaystyle f(z)=\sum _{n=1}^{\infty }{\frac {b_{n}}{(z-a)^{n}}}+\sum _{n=0}^{\infty }{a_{n}}{(z-a)^{n}}}
로 전개할 수 있다. 위 급수의 처음 합을 주부(主部, principal part), 두 번째 합을 해석부(analytic part)라고 한다. 고립 특이점은 로랑 급수에서 주부의 항(項)이 전혀 나타나지 않으면 제거가능 특이점, 유한개만 나타나면 극(극점), 무한히 많이 나타나면 본질적 특이점이라고 한다. 위의 극한을 이용한 분류와 로랑 급수를 이용한 분류는 일치한다.

### 극점의 위수
함수 {\displaystyle f(z)}가 {\displaystyle z=a}에서 극점을 갖고, {\displaystyle m}을 극한 {\displaystyle \lim _{z\to a}(z-a)^{m}f(z)}가 존재하게 하는 최소의 자연수라고 할 때 {\displaystyle f(z)}는 {\displaystyle z=a}에서 위수 m인 극점(pole of order m)을 갖는다고 한다. 특별히 위수가 1인 극점을 단순극이라고 한다.
{\displaystyle f(z)\,}가 {\displaystyle z=a\,}에서 위수 m인 극점(pole of order m)을 갖는 경우 {\displaystyle z=a\,}를 제외한 {\displaystyle z=a\,}근방에서의 로랑 급수는
{\displaystyle f(z)={\frac {b_{m}}{(z-a)^{m}}}+{\frac {b_{m-1}}{(z-a)^{m-1}}}+\cdots +{\frac {b_{1}}{z-a}}+A(z)\,}
와 같은 형태로 나타난다. 여기서 {\displaystyle A(z)\,}는 {\displaystyle f(z)\,}의 해석부를 나타내는 함수이다.
- 극점의 위수는 유수 정리(residue theorem)를 이용한 복소함수의 적분에서 필요한 유수의 계산에서도 이용된다.
- 정의역 안에서 어떤 특이점도 갖지 않는 함수를 해석함수라고 하며, 극점 밖에 어떤 특이점도 갖지 않는 함수를 유리형 함수라고 한다.

### 예
- 함수 {\displaystyle f(z)={\frac {\sin z}{z}}\,}는 {\displaystyle z=0}에서 특이점을 갖는다.
  - 그런데{\displaystyle \lim _{z\rightarrow 0}zf(z)=\lim _{z\rightarrow 0}z{\frac {\sin z}{z}}=0\,}이다. 그러므로 {\displaystyle z=0\,}은 {\displaystyle f(z)\,}의 제거가능 특이점이다.
  - 또는 아래와 같이 로랑 급수에서 주부가 전혀 나타나지 않는다. 그러므로 {\displaystyle z=0\,}은 {\displaystyle f(z)\,}의 제거가능 특이점이다.

{\displaystyle f(z)={\frac {\sin z}{z}}={\frac {1}{z}}\left(z-{\frac {z^{3}}{3!}}+\cdots \right)=1-{\frac {z^{2}}{3!}}+\cdots \,}
- 함수 {\displaystyle f(z)={\frac {1}{(z-1)^{2}}}+{\frac {3}{z-1}}-3(z-1)\,}은 {\displaystyle z=1\,}에서 특이점을 갖는다.
  - 그런데{\displaystyle \lim _{z\rightarrow 1}f(z)=\infty \,}이다. 그러므로 {\displaystyle z=1\,}은 {\displaystyle f(z)\,}의 극(극점)이다.
  - 또는 아래의 로랑 급수에서 처음 두 항만이 주부에 속하므로 {\displaystyle z=1\,}은 {\displaystyle f(z)\,}의  극(극점)이다.

{\displaystyle f(z)={\frac {1}{(z-1)^{2}}}+{\frac {3}{z-1}}-3(z-1)\,}
- 함수 {\displaystyle f(z)=e^{\frac {1}{z}}\,}는 {\displaystyle z=0\,}에서 특이점을 갖는다.
  - 그런데 {\displaystyle \lim _{x\rightarrow 0^{+}}f(z)=\infty \,}이고, {\displaystyle \lim _{x\rightarrow 0^{-}}f(z)=0\,}이므로 극한 {\displaystyle \lim _{z\rightarrow 0}f(z)\,}는 존재하지 않는다. 그러므로 {\displaystyle z=0\,}은 {\displaystyle f(z)\,}의 본질적 특이점이다.
  - 또는 아래의 로랑 급수에서 주부의 항들이 무수히 많으므로 {\displaystyle z=0\,}은 {\displaystyle f(z)\,}의 본질적 특이점이다.

{\displaystyle f(z)=1+{\frac {1}{z}}+{\frac {1}{2!z^{2}}}+{\frac {1}{3!z^{3}}}+\cdots \,}
- 함수 {\displaystyle 1/(z-2)^{3}}은 {\displaystyle z=2}에서 위수 3인 극점을 갖는다.
- {\displaystyle 1/z}은 {\displaystyle z=0}에서 단순극을 갖는다.

### 고립 특이점으로서의 무한원점
특이점은 확장된 복소평면(extended complex plane)에서도 같은 방법으로 정의 할 수 있다. 다만 무한원점을 제외한 무한원점의 근방은
{\displaystyle \{z\in \mathbb {C} \,:\,|z|>M\}\,\,\,(M>0)\,}
로 정의됨에 유의해야 한다.
- 무한원점에서 제거가능한 특이점을 갖는 전해석 함수는 상수 함수이다.
- 무한원점에서 극(극점)을 갖는 전해석 함수는 다항함수이다.
- 무한원점에서 본질적 특이점을 갖는 전해석 함수는 초월 전해석 함수이다.

## 실해석학에서의 특이점
실해석학에서, 특이점은 크게 두 종류로 분류된다:
- 함수 {\displaystyle f}의 정의역에 속하는 어떤 점 {\displaystyle a}가 제 1종 특이점(type 1 singularity)이란 것은 {\displaystyle a}가 특이점이며, {\displaystyle a}의 좌극한과 우극한이 존재하는 것을 의미한다.
- 함수 {\displaystyle f}의 정의역에 속하는 어떤 점 {\displaystyle a}가 제 2종 특이점(type 2 singularity)이란 것은 {\displaystyle a}가 특이점이며, {\displaystyle a}의 좌극한과 우극한 중 적어도 하나는 존재하지 않는 것을 의미한다.

제 1종 특이점은 다음과 같이 두 종류로 세분되며:
- 함수 {\displaystyle f}의 정의역에 속하는 어떤 점 {\displaystyle a}가 제거가능 특이점(removable singularity)이란 것은 {\displaystyle a}가 제 1종 특이점이며, {\displaystyle a}의 좌극한과 우극한이 일치하는 것을 의미한다.
- 함수 {\displaystyle f}의 정의역에 속하는 어떤 점 {\displaystyle a}가 도약 특이점(jump singularity)이란 것은 {\displaystyle a}가 제 1종 특이점이며, {\displaystyle a}의 좌극한과 우극한이 일치하지 않는 것을 의미한다.

제 2종 특이점 역시 다음과 같이 두 종류로 세분된다:
- 함수 {\displaystyle f}의 정의역에 속하는 어떤 점 {\displaystyle a}가 무한 특이점(infinite singularity)이란 것은 {\displaystyle a}가 제 2종 특이점이며, {\displaystyle a}의 좌극한과 우극한 중 적어도 하나는 무한대로 발산하고 나머지 하나는 무한대로 발산하거나 수렴하는 것을 의미한다.
- 함수 {\displaystyle f}의 정의역에 속하는 어떤 점 {\displaystyle a}가 본질적 특이점(essential singularity)이란 것은 {\displaystyle a}가 제 2종 특이점이며, {\displaystyle a}의 좌극한과 우극한 중 적어도 하나는 발산하나 무한대로 발산하지 않는 것을 의미한다.

## 참고 문헌
- 고석구 (2005). 《복소해석학개론》 2판. 경문사.

## 같이 보기
- 로랑 급수
- 유수
- 영점
- 유리형 함수
- 리만 특이점 정리
- 카소라티-바이어슈트라스 정리
- 피카르의 대정리
- 로피탈의 정리
- 특이점 (대수기하학)
- 극점 (복소해석학)
- 정규특이점
- 분지절단